# Evropa (luna)
Evrópa (grško Ευρώπη: Európa) je Jupitrov šesti in najmanjši znani Galilejev naravni satelit. Njegov premer je malo večji od planeta Merkurja, masa pa približno polovična. Luno je leta 1610 odkril Galilei. 

## Ime
Evropa se imenuje po Evropi, hčerki Agenorja, kralja feničanskega mesta Tir, ki je danes v Libanonu, sestri Kadmusa, ustanovitelja Teb v Grčiji, ter Zevsovi ljubici.
Čeprav je ime Evropa predlagal Simon Marij, kmalu po svojem neodvisnem odkritju istega leta, njegovo ime in tudi imena drugih treh Galilejevih satelitov dolgo časa niso upoštevali vse do polovice 20. stoletja. V zgodnejših astronomskih virih so ga označevali preprosto z njegovo rimsko številko kot Jupiter II, oziroma kot »drugi Jupitrov satelit«. Odkritje Amalteje v letu 1892, ki je bližje Jupitru kot katerakoli od takrat poznanih lun, je postavilo Evropo na tretje mesto. Plovili Voyager sta leta 1979 odkrila še tri nove lune, zato se sedaj Evropa šteje kot šesti satelit, marsikdaj pa se še vedno imenuje kot Jupiter II.

## Značilnosti tira
Povprečna odaljenost Evrope od Jupitra je 670.900 km, obkroži pa ga v samo treh dneh in pol. Njena tirnica je skoraj krožna z izsrednostjo 0,009.
Tako kot vsi Galilejevi sateliti je tudi Evropa plimno priklenjena na Jupiter, saj ena stran lune neprestano gleda proti planetu. Evropo in druge satelite Jupiter gravitacijsko vleče v različne smeri s plimnimi silami. S tem dobi telo vir toplote in energije, kar omogoča, da ostaja podpovršinski ocean v tekočem stanju in poganja podpovršinske geološke procese.

## Fizikalne značilnosti

### Notranja zgradba
Evropa je v osnovi sestavi nekoliko podobna zemeljskim planetom, saj je sestavljena v glavnem iz silikatnih kamenin. Ima zunanjo plast vode, ki naj bi bila debela okoli 100 km (nekaj kot zamrznjen led v skorji, nekaj kot ocean tekočine pod ledom), podatki o magnetnih poljih vesoljskega plovila Galileo, ki je obkrožala Jupiter in preučevala Evropo med letoma 1995 in 2003, pa kažejo, da Evropa inducira magnetno polje z interakcijo z Jupitrovim poljem. To naj bi kazalo na prisotnost podpovršinske prevodne plasti, ki naj bi bila ocean slane tekoče vode. Evropa verjetno vsebuje tudi kovinsko železno jedro.

### Površinske značilnosti
Evropino površje je dokaj gladko, saj je bilo najdenih le malo značilnostih, višjih od nekaj 100 metrov, le ponekod se relief približa višinskim razlikam okoli 1000 metrov. Zato je Evropa najbolj gladek objekt v Osončju. Znamenja, ki prepredajo luno, so večinoma le  značilnosti albeda, ki poudarjajo nizko topografijo. Na Evropi je zelo malo kraterjev, njena odbojnost pa je ena najvišjih od vseh lun. To najverjetneje pomeni, da ima zelo mlado in aktivno površje. Glede na ocene frekvence udarcev kometov in drugih teles, ki jih prejme Evropa, je površje staro med 20 in 180 milijoni let (geološke značilnosti površja jasno kažejo raznolike starosti).
Najbolj vidne površinske značilnosti Evrope so temne proge, ki prepredajo celotno luno. Bližnji posnetki kažejo, da se robovi Evropine skorje na vsaki strani teh razpok premikajo drug na druge. Širši pasovi so široki okoli 20 km, običajno pa imajo razpršene temne zunanje robove, pravilno urejene brazde in središčni pas svetlejšega materiala. Ti naj bi nastali s serijo izbruhov vulkanske vode ali gejzirjev ob razpiranju Evropine skorje in izpostavljanju toplejših spodnjih plasti. Učinek je podoben tistim pri Zemljinih oceanskih hrbtih. Te raznolike razpoke naj bi nastale v večjem delu zaradi plimnih vplivov, ki jih ima Jupiter. Ker je Evropa plimno priklenjena k Jupitru in je zato vedno obrnjena z eno stranjo proti planetu, naj bi bil vzorec razpok značilen in predvidljiv. Vendar pa samo najmlajše razpoke na Evropi ustrezajo predvidenemu vzorcu, druge razpoke pa so toliko bolj različno orientirane kot so starejše. To lahko razložimo, le se Evropino površje vrti nekoliko hitreje kot njena notranjost, kar je možno zaradi podpovršinskega oceana, ki mehansko ločuje površje lune in kamniti plašč, in zaradi vplivov Jupitrove privlačnosti, ki napenja lunino zunanjo ledeno skorjo. Primerjava s posnetimi fotografijami Voyagerjev in Galilea kaže, da se Evropina skorja zavrti v najmanj 10.000 letih glede na notranjost lune.
Še ena vrsta značilnosti na Evropi so krožne in eliptične lenticulae (latinsko za pege). Večinoma so to izbočene značilnosti, nekatere vbočene in nekatere so izravnane temne pege. Druge imajo raznolike in grobe strukture. Vrhovi izbočenih peg izgledajo kot deli starejših ravnin okoli njih, kar pomeni, da so te kupole nastale z narivanjem ravnin od spodaj. Pege naj bi nastale z dviganjem diapirjev toplega ledu skozi hladnejši led zunanje skorje, podobno kot pri magmatskih celicah v Zemljini skorji. Gladke temne pege bi lahko nastale iz staljene vode, ki bi pridrla na površje skupaj s toplim ledom, grobe pege (ki se imenujejo področja »kaosa«, npr. Conamara Chaos) pa naj bi nastale iz večjega števila manjših delov skorje, vključenega v izboklinast temen material, podobno kot so vključene ledene gore v zamrznjenem morju. 

## Možnost življenja
V vodi pod ledom obstaja možnost življenja.